# Elecciones presidenciales de Bulgaria de 2006
Las elecciones presidenciales de Bulgaria de 2006 se llevaron a cabo el 22 de octubre del mismo año, con una segunda vuelta celebrada el 29 de octubre de 2011. Ningún candidato obtuvo la mayoría absoluta en primera ronda, por lo que se efectuó el balotaje entre las dos primeras mayorías relativas, logrando el oficialista Georgi Parvanov, imponerse a la candidatura de Volen Siderov.

## Sistema de gobierno

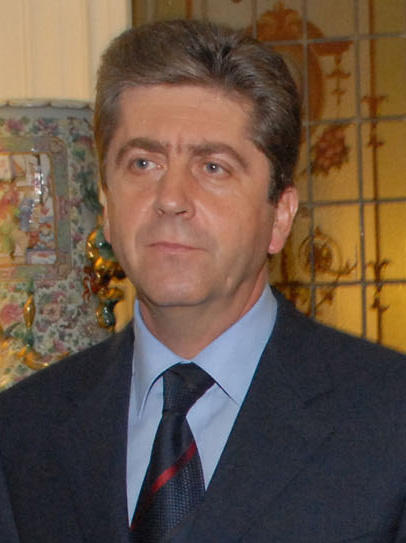
Georgi Parvanov, Presidente de Bulgaria electo en 2006.

El Presidente sirve como el jefe de Estado y comandante en jefe de las fuerzas armadas. Si bien no tiene el poder para crear una ley que no sea una enmienda constitucional, el presidente puede devolver un proyecto de ley a la Asamblea Federal para que continúe su debate, siempre y cuando el proyecto de ley no haya sido aprobado por la mayoría absoluta de los legisladores.

## Candidaturas
Algunos partidos derechistas se desunieron de la coalición opositora al momento de escoger un candidato en común. Nedelcho Veronov sería el candidato de la Unión de Fuerzas Democráticas. Por parte del oficialismo, Georgi Parvanov anunció a última hora la decisión de repostular por un segundo período, encabezando al Partido Socialista Búlgaro La opción de Parvanov también fue apoyado por el Movimiento Nacional por la estabilidad y el Progreso y el Movimiento por los Derechos y la Libertad.
El principal candidato de la oposición fue el nacionalista Volen Siderov, de la Unión Nacional Ataque, quien logró llegar segundo en la primera ronda y pasar al balotaje, el cual también perdió contra el oficialista Parvanov.

## Resultados electorales

### Primera vuelta
|  | 64,05 % |

|  | 21,49 % |

|  | 9,75 % |

|  | 2,71 % |

|  | 0,78 % |

|  | 0,71 % |

|  | 0,50 % |

|  | 44,3 % |

### Segunda vuelta
|  | 75,95 % |

|  | 24,05 % |

|  | 42,8 % |